# Крейг (Міссурі)
Крейг (англ. Craig) — місто (англ. city) в США, в окрузі Голт штату Міссурі. Населення — 105 осіб (2020).

## Географія
Крейг розташований за координатами 40°11′34″ пн. ш. 95°22′27″ зх. д. / 40.19278° пн. ш. 95.37417° зх. д. (40.192736, -95.374038).  За даними Бюро перепису населення США в 2010 році місто мало площу 0,70 км², уся площа — суходіл.

## Демографія
Згідно з переписом 2010 року, у місті мешкало 248 осіб у 110 домогосподарствах у складі 67 родин. Густота населення становила 352 особи/км².  Було 137 помешкань (195/км²).
Расовий склад населення:
| - 99,2 % — білих - 0,4 % — корінних американців |

До двох чи більше рас належало 0,0 %. Частка іспаномовних становила 0,8 % від усіх жителів.
За віковим діапазоном населення розподілялося таким чином: 18,1 % — особи молодші 18 років, 62,5 % — особи у віці 18—64 років, 19,4 % — особи у віці 65 років та старші. Медіана віку мешканця становила 47,0 року. На 100 осіб жіночої статі у місті припадало 98,4 чоловіків;  на 100 жінок у віці від 18 років та старших — 93,3 чоловіків також старших 18 років.
Середній дохід на одне домашнє господарство  становив 30 311 долар США (медіана — 27 813), а середній дохід на одну сім'ю — 32 230 доларів (медіана — 28 125). Медіана доходів становила 32 813 долари для чоловіків та 30 833 долари для жінок. За межею бідності перебувало 34,6 % осіб, у тому числі 62,2 % дітей у віці до 18 років та 8,5 % осіб у віці 65 років та старших.
Цивільне працевлаштоване населення становило 70 осіб. Основні галузі зайнятості: транспорт — 27,1 %, виробництво — 17,1 %, освіта, охорона здоров'я та соціальна допомога — 14,3 %.